# Rošťácký rap
Rošťácký rap (v anglickém originále Pranksta Rap) je 9. díl 16. řady (celkem 344.) amerického animovaného seriálu Simpsonovi. Scénář napsal Matt Selman a díl režíroval Mike B. Anderson. V USA měl premiéru dne 13. února 2005 na stanici Fox Broadcasting Company a v Česku byl poprvé vysílán 17. června 2007 na stanici ČT2.

## Děj
Poté, co Spasitel spolkne ovladač od televize, zatímco Homer televizi sleduje, přepíná kanály tím, že štěká. Zatímco pes utíká a Homer ho pronásleduje, Bart vidí reklamu na rapový koncert pořádaný hiphopovým umělcem jménem Alcatraaaz. Požádá Homera o svolení se akce zúčastnit a Homer souhlasí, když Bart řekne, že si lístek zaplatí sám. Jakmile se však snaží na koncert odejít, Marge se rozzuří a účast na něm mu zakáže. Homer je nucen dát Marge za pravdu, a to až do té míry, že si s Marge zazpívá rapovou píseň o Bartově nezralosti. 
Protože Bart zaplatil za lístek, vyplíží se z okna své ložnice, aby se koncertu zúčastnil. Během koncertu Alcatraaaz upustí mikrofon, který přistane v Bartových rukou, ten ho proto vyzve na rapový souboj. Bart předvede improvizovaný energický rap, bitvu vyhraje a nechá se odvézt z koncertu Alcatraaazem domů v jeho limuzíně, přičemž cestou potká 50 Centa. Po vysazení doma zaslechne Marge a Homera, kteří se na něj zlobí, že je neposlechl a šel na koncert. Aby se vyhnul trestu, předstírá únos, napíše dopis s výkupným a dá se na útěk. Homer a Marge jsou zdrceni a druhý den o „únosu“ informují média. Náčelník Wiggum přísahá, že případ vyřeší, ale všichni si z něj kvůli jeho pověsti špatného policisty dělají legraci. Když se Bart setká s Milhousem a vysvětlí mu, že potřebuje někde přespat, než opadne horko, Milhouse ho nechá pobývat v bytě svého otce Kirka. 
Bart z legrace zavolá do domu Simpsonových a vydává se za únosce, což Wiggum nahrává. Když slyší, jak je Marge bez něj smutná, mluví s ní Bart jako on sám a snaží se ji uklidnit, ale je nucen hovor přerušit, když mu začne vybuchovat popcorn a domů dorazí Kirk. Wiggum odvodí z telefonátu Bartovu polohu podle značky popcornu a Kirka zatkne za „únos“ a následně je povýšen na policejního komisaře. Když vidí, jak těžce Milhouse otcovo zatčení zasáhlo, přizná se Bart Wiggumovi ke svému podvodu a ten ho přesvědčí, aby to tajil, a ukáže mu, že Kirkovi je ve vězení mnohem lépe, protože má díky tomu, že je odsouzený zločinec, pravidelnou stravu i obdiv mnoha žen. 
Líza přijde na pravdu poté, co objeví svetr z koncertu poblíž Bartova domku na stromě, ale když Homerovi ukáže důkaz, zničí ho, protože se dohodl s Hollywoodem ohledně práv na Bartův příběh. Líza se spolu s ředitelem Skinnerem vydává do Alcatraaazova domu, kde najde záznam Bartova koncertu. O chvíli později se objeví Homer, Wiggum a Bart a snaží se Lízu přesvědčit, aby upustila od pokusů o jejich odhalení s odůvodněním, že kvůli lži nikdo nepřišel k úhoně, ale Homer nechtěně rozbije Alcatraaazovu televizi. Alcatraaaz navrhne, že situaci vyřeší uspořádáním bazénové párty, což potěší všechny kromě Lízy. 
Během závěrečných titulků se Skinner ptá na práci v hiphopovém byznysu, ale Alcatraaaz řekne, že na tu práci už najal někoho jiného: Chalmerse, jenž v převleku za rappera nařídí Skinnerovi, aby „vypadl“. Zatímco se mu Alcatraaazova skupina vysmívá, Chalmers se Skinnerovi tiše svěří, že tu práci potřebuje, protože jeho žena je velmi nemocná.

## Přijetí
Během premiéry na stanici Fox díl vidělo 8,01 milionu diváků.
Andrew Martin z magazínu Prefix označil 50 Centa za svého osmého nejoblíbenějšího hudebního hosta v seriálu Simpsonovi z deseti. Snímek z této epizody, na němž má rapper na krku řetízek s nápisem „Thursday the 20th“, se stal internetovým memem, přičemž se tento snímek šíří po internetu vždy 20. den v měsíci, je-li je čtvrtek.